# صامويل جاي ريكورد
صامويل جاي ريكورد (بالانجليزية: Samuel J. Record) ( ولد في 10 مارس 1881 - 3 فبراير 1945) عالم نبات أميركي، لعب دورا بارزًا في دراسة الخشب، ولد في مدينة كروفوردسفيل التابعة لولاية إنديانا، تخرج من كلية واباش في عام 1903، وحصل على درجة الماجستير في الغابات من جامعة ييل في عام 1905، وبعد أن عمل في منظمة خدمة الغابات في الولايات المتحدة الأمريكية انضم إلى هيئة التدريس في كلية ييل للغابات في عام 1910، وفي عام 1917 أصبح بروفسور في منتجات الغابات، وعام 1939 أصبح عميدًا لكلية ييل للغابات.
من خلال الرحلات الميدانية في جميع أنحاء الأمريكتين (وأبرزها بليز وغواتيمالا وهندوراس وكولومبيا والولايات المتحدة) ومساعدة من المراسلين في جميع أنحاء العالم، جمع صامويل سجل مجموع من نحو 41.000 عينه من الخشب، وهذا السجل لايزال موجود في جامعة ييل، تم نقل مجموعة سجل صامويل في عام 1969 لمنتجات الغابات إلى مختبر دائرة الغابات في الولايات المتحدة، وكان صامويل أحد مؤسسي الجمعية الدولية لعلماء تشريح الخشب وبدأ نشر مجلة الأخشاب الاستوائية في عام 1925.